# Šime Milutin
Šime Milutin, Rođen 10. travnja 1911. u Splitu, umro 21. lipnja 1945. u Dubrovniku. Reprezentativac s jednom odigranom utakmucom, 7. maja 1939. protiv Rumunjske (0:1) u Bukureštu. U Hajduku je od 1929. do 1940. kada odlazi u Dubrovnik i nastupa za GOŠK. Poginuo je u prometnoj nesreći 21. lipnja 1945., a sahranjen je na dubrovačkom groblju Svetog Mhovila.
Š. Milutin za Hajduk je imao 217 nastupa i jedan službeni zgoditak u prvenstvenoj utakmici i to sezone 1936./37. protiv BAŠK-a u Beogradu (2:1). Svoj prvi nastup zabilježio je za Proljetno prvenstvo Splitskog podsaveza 8. svibnja 1929. protiv HAŠK-a (3:0). S Jozom Matošićem jedan od najboljih bekovskih parova u povijesti Hajduka. 
Statistika u Hajduku
| Natjecanje        | Nastupi | Zgoditci |
| ----------------- | ------- | -------- |
| Prvenstvo         | 101     | 1        |
| Kup               | 10      | 0        |
| Superkup          | 0       | 0        |
| Međunarodne       | 0       | 0        |
| Splitski podsavez | 15      | 0        |
| Ukupno            | 126     | 1        |
| Prijateljske      | 91      | 0        |
| Sveukupno         | 217     | 1        |

1. ↑  Profili svih igrača – Statistika na službenim stranicama HNK Hajduka. hajduk.hr. HNK Hajduk Split.